# Wolken
Wolken là một đô thị thuộc thuộc huyện Mayen-Koblenz, phía tây nước Đức. Đô thị Wolken có diện tích 2,86 km², dân số thời điểm ngày 31 tháng 12 năm 2006 là 1095 người.